# Troja (seria)
Troja (ang. Troy) – wydawana w latach 2005–2007 (w Polsce w latach 2006–2008) seria książek fantasy autorstwa Davida Gemmella. Tylko pierwsza część ukazała się za życia autora; pozostałe dwie pośmiertnie. Współautorką trzeciej części jest żona pisarza – Stella, która ukończyła powieść po śmierci Davida.
W Polsce wydawana przez poznańskie wydawnictwo Rebis. Tłumaczona przez Zbigniewa A. Królickiego i Patryka Sawickiego.
Historia przedstawiona w trylogii dzieje się w starożytnej Grecji. Chociaż akcję śledzimy oczyma bohaterów czysto fikcyjnych, wiele z drugoplanowych postaci jest postaciami mitologicznymi bądź historycznymi.

## Książki
- Pan srebrnego łuku (ang. Troy: The Lord of the Silver Bow, 2005), w 2006 w Polsce
- Tarcza gromu (ang. Troy: Shield of Thunder, 2006), w 2007 w Polsce
- Upadek królów (ang. Troy: Fall of Kings, 2007 – razem ze Stellą Gemmell), w 2008 w Polsce

## Bohaterowie
- Helikaon – główny bohater serii; tytułowy bohater pierwszej. Zbudowawszy największy statek na świecie, wyrusza z Krety na północ. Nieszczęśliwie zakochany w Andromasze, musi z niej zrezygnować na rzecz Hektora.
- Andromacha – najwyższa kapłanka Apolla, przyrzeczona Hektorowi.
- Hektor – syn Priama, króla Troi i prawdopodobny następca tronu. Przez całą pierwszą część uważany za zmarłego (zaginął w walce).
- Priam – król Troi; bardzo wyrachowany, lubujący się w bogactwie i lubieżny.
- Gershom – marynarz pracujący na statku Heliakona, ogromnym Ksantosie
- Odyseusz – król Itaki, przebywający razem z bohaterami w celach dyplomatycznych